# Ezio Pinza
Ezio Pinza (ur. 18 maja 1892 w Rzymie, zm. 9 maja 1957 w Stamford) – włoski śpiewak operowy (bas) i aktor filmowy.

## Życiorys
Ezio Pinza urodził się 18 maja 1892 roku. Był siódmym dzieckiem swoich rodziców. Dorastał w Rawennie, początkowo miał być inżynierem, jednak jego ojciec zachwycony jego głosem, zachęcił go do studiowania w lokalnym konserwatorium w Bolonii. Obdarzony głębokim i aksamitnym basem jeszcze podczas studiów podejmuje współpracę z Teatro Amilcare Ponchielli w Cremonie, gdzie debiutuje w 1914. Jego karierę przerywa wybuch I Wojny Światowej. Pinza zaciąga się do armii i walczy przez cztery lata. Po demobilizacji występuje w Rzymie i Mediolanie. Mimo muzycznego wykształcenia, nigdy w pełni nie opanował czytania nut, więc często całych partii uczył się ze słuchu od swoich akompaniatorów albo zaprzyjaźnionych śpiewaków. Zdobył uznanie w teatrach operowych po obu stronach Atlantyku. W połowie lat trzydziestych, zaproszony przez znakomitego dyrygenta Bruno Waltera, występował na Festiwalu w Salzburgu. Zabłysnął tam między innymi w partii Don Giovanniego. W późnych latach czterdziestych zaczął występować na Broadwayu i w Hollywood. W 1950 roku został uhonorowany nagrodą Tony dla najlepszego aktora w musicalu. Był żonaty, z tego związku miał troje dzieci. Doznał udaru mózgu i zmarł 9 maja 1957 roku, mając 65 lat. Posiada swoją gwiazdę na Hollywoodzkiej Alei Gwiazd.

## Filmografia
seriale
- 1950: Robert Montgomery Presents
- 1953: Bonino jako Babbo Bonino

film
- 1951: Mister Imperium jako Pan Imperium
- 1953: Tonight We Sing jako Feodor Chaliapin